# BMW U11
BMW U11 (eller BMW X1) är en crossover som den tyska biltillverkaren BMW introducerade i juni 2022.
Utöver förbränningsmotorer kommer modellen även som ren elbil.

## Motor
| Modell        | Årsmodell | Motor                    | Cylindervolym | Effekt | Bränslesystem                      |
| ------------- | --------- | ------------------------ | ------------- | ------ | ---------------------------------- |
| X1 sDrive18d  | 2023-     | B47: 4-cyl radmotor DOHC | 1995 cm³      | 150 hk | Common rail turbodiesel            |
| X1 xDrive20d  | 2023-     | B47: 4-cyl radmotor DOHC | 1995 cm³      | 163 hk | Common rail turbodiesel            |
| X1 xDrive23d  | 2023-     | B47: 4-cyl radmotor DOHC | 1995 cm³      | 211 hk | Common rail turbodiesel            |
| X1 sDrive18i  | 2023-     | B38: 3-cyl radmotor DOHC | 1499 cm³      | 136 hk | Direktinsprutning, turbo           |
| X1 sDrive20i  | 2023-     | B38: 3-cyl radmotor DOHC | 1499 cm³      | 170 hk | Direktinsprutning, turbo           |
| X1 xDrive23i  | 2023-     | B48: 4-cyl radmotor DOHC | 1998 cm³      | 218 hk | Direktinsprutning, turbo           |
| X1 xDrive25e  | 2023-     | B38: 3-cyl radmotor DOHC | 1499 cm³      | 245 hk | Direktinsprutning, turbo + elmotor |
| X1 xDrive30e  | 2023-     | B38: 3-cyl radmotor DOHC | 1499 cm³      | 326 hk | Direktinsprutning, turbo + elmotor |
| X1 M35i       | 2024-     | B48: 4-cyl radmotor DOHC | 1998 cm³      | 300 hk | Direktinsprutning, turbo           |
| iX1 xDrive 30 | 2023-     | 2 st elmotorer           |               | 313 hk |                                    |